# Jirkovského palác
Jirkovského palác (chorvatsky Palača Jirkovsky) se nachází v chorvatském městě Vukovar. Slouží jako budova Technické vysoké školy Leopolda Ružičky (Veleučiliště Lavoslav Ružička). Její adresa je Županijska 52. Jedná se o kulturní památku, která je evidována v katalogu chorvatských kulturních památek pod číslem Z-4034.   
Patrová budova má celkovou podlahovou plochu 2250 m2 Tvoří ji dvě části orientované severozápadním a jihozápadním směrem.
Budova byla postavena v roce 1874. Původně sloužila jako hotel s restaurací (U černého koně – chorvatsky K crnom konju). Vlastníky byli Sofie a Josip Jirkovští, podle nich měla stavba také svůj název. Stavbu navrhl Karl Kaellcseny. Později dům koupil na přelomu století gróf Eltz a nechal k němu přistavět menší budovu. Nakonec zde sídlily různé úřady, např. finanční úřad, resp. daňová správa. V roce 1962 zde byla ustanovena hospodářská škola a od roku 2005 potom pro zmíněnou technickou školu.